# 1959
1959. је била проста година.

## Догађаји

### Јануар
- 3. јануар — Аљаска је примљена у Унију као 49. америчка савезна држава.
- 8. јануар — Генерал Шарл де Гол постао је први председник Пете француске републике.

### Фебруар
- 16. фебруар — Вођа герилаца Фидел Кастро постао премијер Кубе пошто је 1. јануара 1959. збацио са власти диктатора Фулгенсија Батисту.

### Март
- 1. март — Архиепископ Макариос III вратио се на Кипар из изгнанства са Сејшелских острва, на која су га протерали Британци.

### Јун
- 3. јун — Сингапур је проглашен аутономном државом у саставу Комонвелта, у којој су Британци задржали ресоре одбране и иностраних послова.

### Јул
- 5. јул — Председник Индонезије Сукарно распустио је парламент, суспендовао Устав из 1950. и завео диктаторски режим.
- 14. јул — Поринут је први брод на атомски погон, USS Long Beach у Квинслију, у Масачусетсу. Брод је постизао брзину од 30 чворова на сат а имао је два нуклеарна реактора.
- 31. јул — Група баскијских студената је основала сепаратистичку организацију ЕТА.

### Август
- 21. август — Хаваји су примљени у Унију као 50. америчка савезна држава.

### Октобар
- Решењем ИВ бр. 736 од 18.12.1959. године. Извршно веће Народне скупштине Народне Републике Србије оснива се предузеће у изградњи „Рафинерија нафте“ са седиштем у Панчеву

### Новембар
- 8. новембар — Уједињени Арапски Емирати и Судан потписали споразум о искоришћавању воде реке Нил.
- 20. новембар — Генерална скупштина Уједињених нација је усвојила Декларацију о правима детета, којом су проглашена једнака права за сву децу, без обзира на расу, веру, порекло и пол.

### Децембар
- 14. децембар — Архиепископ Макариос III је постао први председник Кипра.

## Рођења

### Јануар
- 5. јануар — Кленси Браун, амерички глумац[1]
- 10. јануар — Маурицио Сари, италијански фудбалски тренер[2]
- 13. јануар — Мерима Исаковић, југословенска глумица[3]
- 16. јануар — Шаде, енглеско-нигеријска музичарка и глумица
- 22. јануар — Линда Блер, америчка глумица[4]

### Фебруар
- 7. фебруар — Предраг Антонијевић, српски редитељ[5]
- 8. фебруар — Маурисио Макри, аргентински политичар[6]
- 15. фебруар — Алистер Кембел, енглески музичар, најпознатији као дугогодишњи певач и фронтмен групе
- 16. фебруар — Џон Макенро, амерички тенисер[7]
- 16. фебруар — Сузана Петричевић, српска глумица и певачица[8]
- 22. фебруар — Кајл Маклаклан, амерички глумац[9]

### Март
- 3. март — Душко Вујошевић, црногорско-српски кошаркашки тренер
- 8. март — Ејдан Квин, амерички глумац[10]
- 11. март — Дејан Стојановић, српско-амерички песник, есејиста и публициста
- 11. март — Нина Хартли, америчка порнографска глумица[11]
- 16. март — Јенс Столтенберг, шведски политичар
- 18. март — Лук Бесон, француски редитељ, сценариста и продуцент[12]
- 18. март — Ајрин Кара, америчка музичарка и глумица (прем. 2022)[13]
- 23. март — Кетрин Кинер, америчка глумица[14]
- 27. март — Иван Сунара, хрватски кошаркаш[15]

### Април
- 1. април — Хелмут Дукадам, румунски фудбалски голман (прем. 2024)[16]
- 1. април — Маргита Стефановић, српска музичарка, најпознатија као клавијатуристкиња групе Екатарина Велика (прем. 2002)
- 6. април — Тоде Николетић, српски писац
- 15. април — Андреја Маричић, српски глумац (прем. 2021)[17]
- 15. април — Ема Томпсон, енглеска глумица, сценаристкиња, комичарка и књижевница[18]
- 17. април — Шон Бин, енглески глумац[19]
- 21. април — Роберт Смит, енглески музичар и музички продуцент, најпознатији као суоснивач, певач и гитариста групе [20]
- 30. април — Стивен Харпер, канадски политичар[21]

### Мај
- 9. мај — Јанош Адер, мађарски политичар
- 9. мај —   Мирослав Милатовић Вицко, српски музичар, најпознатији као бубњар групе Рибља чорба
- 12. мај — Винг Рејмс, амерички глумац[22]
- 15. мај — Вера Нешић, српска певачица (прем. 2011)
- 19. мај — Слободан Антонић, српски политиколог, социолог и политички аналитичар[23]
- 22. мај — Дејвид Блат, израелско-амерички кошаркаш и кошаркашки тренер[24]
- 22. мај — Мориси, енглески музичар[25]
- 29. мај — Руперт Еверет, енглески глумац, писац и певач[26]
- 29. мај — Адријан Пол, британски глумац[27]
- 30. мај — Блаж Слишковић, босанскохерцеговачки фудбалер и фудбалски тренер[28]

### Јун
- 1. јун — Алан Вајлдер, енглески музичар и музички продуцент, најпознатији као дугогодишњи члан групе [29]
- 6. јун — Снежана Ђуришић, српска певачица
- 7. јун — Мајк Пенс, амерички политичар, 48. потпредседник САД[30]
- 10. јун — Карло Анчелоти, италијански фудбалер и фудбалски тренер[31]
- 11. јун — Хју Лори, енглески глумац, редитељ, музичар, комичар и писац[32]
- 13. јун — Бојко Борисов, бугарски политичар, премијер Бугарске у три наврата[33]
- 21. јун — Том Чејмберс, амерички кошаркаш[34]
- 27. јун — Предраг Богосављев, српски кошаркаш
- 29. јун — Мирјана Бобић Мојсиловић, српска књижевница, сликарка, новинарка и ТВ водитељка
- 29. јун — Зорица Томић, српска културолошкиња, социолошкиња културе, публицисткиња и колумнисткиња
- 30. јун — Винсент Д’Онофрио, амерички глумац, редитељ, сценариста и продуцент[35]

### Јул
- 4. јул — Викторија Абрил, шпанска глумица и музичарка[36]
- 8. јул — Роберт Непер, амерички глумац[37]
- 11. јул — Јовица Николић, српски фудбалер[38]
- 12. јул — Чарли Марфи, амерички глумац и комичар (прем. 2017)[39]
- 26. јул — Кевин Спејси, амерички глумац, продуцент и певач[40]

### Август
- 1. август — Џо Елиот, енглески музичар, најпознатији као певач групе .
- 3. август — Џон Макгинли, амерички глумац, сценариста и продуцент[41]
- 5. август — Пит Бернс, енглески музичар, најпознатији као оснивач и певач групе Dead or Alive (прем. 2016)
- 10. август — Розана Аркет, америчка глумица, редитељка и продуценткиња[42]
- 14. август — Марша Геј Харден, америчка глумица[43]
- 14. август — Меџик Џонсон, амерички кошаркаш
- 27. август — Герхард Бергер, аустријски аутомобилиста, возач Формуле 1[44]
- 27. август — Данијела Ромо, мексичка певачица, глумица и ТВ водитељка[45]
- 28. август — Брајан Томпсон, амерички глумац[46]
- 29. август — Ребека Де Морнеј, америчка глумица и продуценткиња[47]

### Септембар
- 6. септембар — Ана Бекута, српска певачица
- 6. септембар — Миодраг Кривокапић, црногорски фудбалер[48]
- 10. септембар — Бранко Видаковић, српски глумац[49]
- 11. септембар — Џон Хокс, амерички глумац[50]
- 13. септембар — Ненад Радуловић, српски музичар, најпознатији као фронтмен групе Последња игра лептира (прем. 1990)
- 18. септембар — Јовица Цветковић, српски рукометаш и рукометни тренер[51]
- 19. септембар — Бранислав Зеремски, српски глумац[52]
- 19. септембар — Оливер Њего, српски оперски певач
- 21. септембар — Крин Антонеску, румунски политичар
- 23. септембар — Џејсон Александер, амерички глумац, комичар, певач, редитељ и ТВ водитељ[53]
- 30. септембар — Еторе Месина, италијански кошаркашки тренер

### Октобар
- 1. октобар — Зуфер Авдија, српско-израелски кошаркаш и кошаркашки тренер
- 14. октобар — Ацо Петровић, српски кошаркашки тренер (прем. 2014)
- 21. октобар — Кен Ватанабе, јапански глумац[54]
- 23. октобар — Гордана Бјелица, српска глумица[55]
- 23. октобар — „Вирд Ал” Јанковик, амерички музичар[56]
- 23. октобар — Сем Рејми, амерички редитељ, продуцент, сценариста и глумац[57]
- 25. октобар — Ратко Достанић, српски фудбалер и фудбалски тренер
- 31. октобар — Звонко Живковић, српски фудбалер и фудбалски тренер[58]

### Новембар
- 4. новембар — Дејан Цукић, српски музичар, новинар, писац и преводилац[59]
- 5. новембар — Брајан Адамс, канадски музичар, музички продуцент и фотограф[60]
- 19. новембар — Алисон Џени, америчка глумица[61]
- 20. новембар — Шон Јанг, америчка глумица[62]
- 23. новембар — Максвел Колфилд, британско-амерички глумац и певач[63]
- 25. новембар — Франческа Гоншо, енглеска глумица[64]
- 27. новембар — Звонко Варга, српски фудбалер и фудбалски тренер
- 28. новембар — Стивен Роуч, ирски бициклиста

### Децембар
- 22. децембар — Бернд Шустер, немачки фудбалер и фудбалски тренер
- 25. децембар — Златко Делић, српски психолог и енигмата (прем. 2018)
- 29. децембар — Патриша Кларксон, америчка глумица[65]
- 30. децембар — Трејси Алман, енглеско-америчка глумица, комичарка, певачица, плесачица, сценаристкиња, продуценткиња, редитељка и списатељица[66]
- 31. децембар — Милан Јанковић, српски фудбалер и фудбалски тренер[67]
- 31. децембар — Вал Килмер, амерички глумац (прем. 2025)[68]

## Смрти

### Март
- 7. март — Артур Сесил Пигу, енглески економиста. (*1877)[69]
- 26. март — Рејмонд Чандлер, амерички књижевник

### Мај
- 28. мај — Анри Пелисје, француски бициклиста. (*1903)

### Јул
- 17. јул — Александар Цанков, бугарски политичар. (*1879)[70]

### Септембар
- 18. октобар — Џорџ Маршал, амерички генерал и државни секретар САД

### Децембар
- 28. децембар — Анте Павелић, хрватски политичар

## Нобелове награде
- Физика — Емилио Ђино Сегре и Овен Чејмберлен
- Хемија — Јарослав Хејровски
- Медицина — Северо Очоа и Артур Корнберг
- Књижевност — Салваторе Квазимодо
- Мир — Филип Ноел-Бејкер (УК)
- Економија — Награда у овој области почела је да се додељује 1969. године